# Lipœdème
 (décembre 2023).
 Mise en garde médicale
Un lipœdème est une maladie féminine, héréditaire, hormono-dépendante, caractérisée par un grossissement des membres.

## Étymologie
« Lipœdème » est la contraction de « lipocyte », qui désigne le tissu graisseux, et d'« œdème », qui désigne l'augmentation de la quantité de liquide intercellulaire fibreuse avec la lymphe gélifiée car les déchets protéiniques ne peuvent pas être éliminés par le métabolisme.

## Description

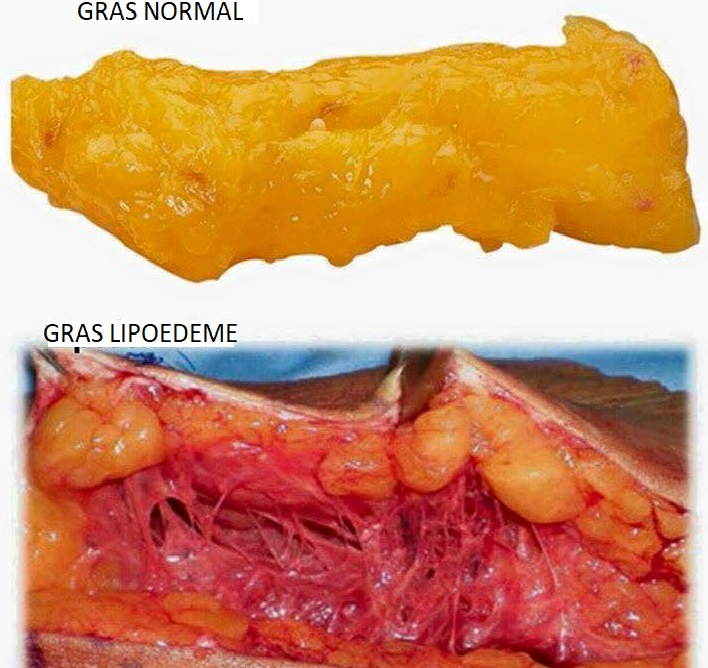
Gras normal versus gras du lipœdème

Un lipœdème peut être décrit comme une déformation lente et caractéristique des quatre membres, accélérée par des variations hormonales importantes survenant lors de la puberté, la grossesse, la ménopause.
1. Il peut être transmis génétiquement.
2. Il affecte presque exclusivement les femmes.
3. Il consiste en une accumulation de liquide intercellulaire due à un développement de cellules graisseuses d’une manière inhabituelle et singulière : bilatérale, symétrique, de la taille aux chevilles, morphologie gynoïde car la taille n'est pas atteinte... Le corps se déforme hors des circuits de l’obésité car il ne peut être évacué par le régime ou l’activité physique.

## Traitement
Le traitement conservateur consiste à porter tous les jours puis régulièrement de la contention lymphatique classe 3 pour diminuer les douleurs (et non de la compression veineuse insupportable car striction) et aussi de faire de l'activité aquatique.
La chirurgie (Allemagne, Belgique, Espagne, France, Suisse[pas clair]) consiste à réduire la quantité de graisse par liposuccion TAL ou WAL en aspiration circulaire du membre pour éliminer les fibres qui sont la cause des douleurs sensitives de type crampe, garrotage, brûlures permanentes et améliore la texture pour la rendre plus souple.
Le lipœdème débute à la puberté avec un stade 1 ; vers 20 ans stade 2 ; entre 30 et 40 ans stade 3 selon les cas. Le stade 4 peut entraîner une polyarthrite et révéler un syndrome d'Ehlers-Danlos (SED).
Sous-diagnostiqué car non reconnu en France, le lipœdème a été identifié en 1940. C'est une maladie reconnue par l'OMS comme invalidante,,,,,,,,,,,,,,,,,,,,,,,,,,,.

## Symptômes
Les patientes ont tendance à prendre du poids dans les régions lipoœdémiques et à en perdre dans les zones non-lipoœdémiques. Les patientes lipoœdémiques obèses qui passent par la chirurgie bariatrique perdent d’abord de la graisse à partir de la taille. Même les femmes anorexiques peuvent perdre de la graisse « normale » par le régime et l’exercice physique mais conserver la graisse lipœdémique.
Lorsque le lipœdème progresse, le volume du corps augmente dans la partie inférieure du corps. La silhouette lipœdémique classique est ainsi celle d’une femme qui a une taille 36 au-dessus de la ceinture et une taille 44 en dessous, avec des jambes disproportionnément larges et ressemblant à des colonnes. Les chevilles et les pieds ne sont généralement pas affectés.
Certaines patientes ne peuvent supporter les vêtements de compression associés avec le lymphœdème conventionnel car la graisse lipœdémique sous-jacente est douloureuse.
Les femmes souffrant de lipœdème ont un risque accru d’obésité car la graisse lipœdémique ne peut être perdue par un régime. Lorsque l’état s’aggrave, les patientes deviennent fréquemment moins mobiles.
Les symptômes sont multiples et d’intensité variable, les principales caractéristiques étant :
- Les gonflements / œdèmes
- Les sensations de lourdeurs
- Les douleurs
- Les bleus spontanés / hématomes présents sur les zones touchées
- L’hypersensibilité
- La perte de mobilité : difficulté à la marche
- La non-acceptation de son corps
- La dépression et la prise de poids

## Différents stades d'évolution
Stade 1 :  La peau est uniforme, le tissu adipeux sous-cutané est épais, la structure adipeuse légèrement nodulaire, même si le stade 1 peut être douloureux.
Stade 2 : La peau est inégale avec des creux, des bosses (peau d’orange) et une structure graisseuse nodulaire.
Stade 3 : Le tissu est plus rugueux et plus dur, formation de grandes poches de peau.